# Stade George V
Das New George V Stadium ist ein Fußballstadion in Curepipe, Mauritius. Es hat eine Kapazität von 6200 Plätzen.

## Geschichte
Das erste George-V-Stadion wurde ab 1954 errichtet und im Jahr darauf fertiggestellt. 2001 wurde das alte Stadion abgerissen und 2003 das neue gebaut. Es wurde 2003 für die Indian Ocean Island Games genutzt und ist seitdem neben dem Stade Anjalay die Heimspielstätte der mauritischen Fußballnationalmannschaft.